# Vladimir Sabodan
Pour les articles homonymes, voir Vladimir.

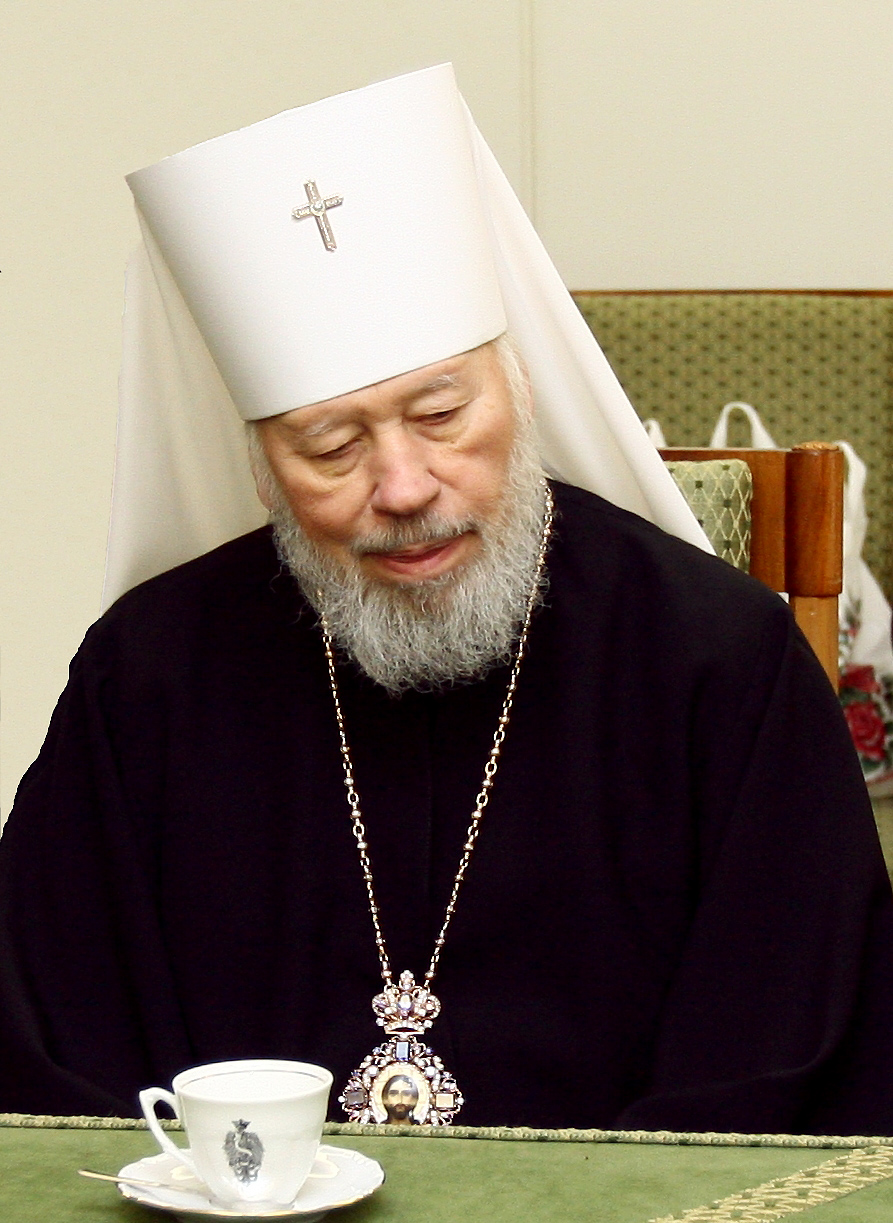
Le métropolite Vladimir (Sabodan)

Le métropolite Volodymyr ou Vladimir (né Viktor Makianovitch Sabodan dans une famille paysanne de la région de Khmelnitski, né le 23 novembre 1935 et mort à Kiev le 5 juillet 2014, était le primat de l'Église orthodoxe d'Ukraine (Patriarcat de Moscou) (depuis 1992). Son titre est : Sa Béatitude Volodymyr, Métropolite de Kiev et de toute l'Ukraine. Il est nommé Héros d'Ukraine le 9 juillet 2011.